# 多格拉王朝
多格拉王朝，是印度查谟-克什米尔土邦的統治王朝，統治者是信仰印度教的拉傑普特人。
王朝的奠基人古拉卜·辛格是錫克帝國拉者兰季德·辛格宮廷中一位有影響力的貴族，他被蘭吉特任命為查谟的世襲拉者，他在克什米爾山谷周圍的所有山丘上建立了至高無上的地位。在1846年的第一次英国锡克战争之後，根據1846年“阿姆利則條約”，英印政府從錫克帝國獲得了克什米爾，並將其轉交給古拉卜·辛格，承認他是一個獨立的拉者。因此，查謨和克什米爾被確立為英印最大的王國之一，於1921年其大君阿接受21號禮炮致敬。多格拉王朝由古拉卜·辛格及其後代統治，直到1947年。
查谟-克什米尔土邦最後一位執政的大君哈里·辛格為二戰中的英國作出貢獻，並在丘吉爾的帝國戰爭內閣服役。1947年印度分裂之後，哈里·辛格在該國西部地區遭到叛亂，也是巴基斯坦支持的部族入侵，導致他加入印度聯邦並獲得軍事援助。巴基斯坦對他加入印度進行了抗議，造成持續的克什米爾衝突。
隨著印度的支持，查謨和克什米爾的受歡迎的穆斯林領導人謝赫·穆罕默德·阿卜杜拉強迫哈里·辛格放棄贊成他的兒子尤夫拉（王儲）卡蘭·辛格（Karan Singh），後者接受了憲法國家元首（Sadr-i -Riyasat），自願放棄了大君的頭銜。
1952年6月，印度管理的克什米爾州政府終結了辛格的統治。王朝的的王儲卡蘭·辛格退位，在1964年當選薩德爾-里亞薩特（“省長”）和國家總督。